# Liudmila Chursiná
Liudmila Alekséyevna Chursiná (en ruso: Людми́ла Алексе́евна Чурсина́; Dusambé, 20 de julio de 1941) es una actriz de cine soviética y rusa. Ha aparecido en más de 50 películas y programas de televisión desde 1962. Fue galardonada con la Concha de Plata a la mejor actriz en el Festival Internacional de Cine de San Sebastián 1969. En 1981 fue miembro del jurado en el 12º Festival Internacional de Cine de Moscú. Con 40 años, se convirtió en la actriz más joven en recibir el título de Artista del Pueblo de la URSS.

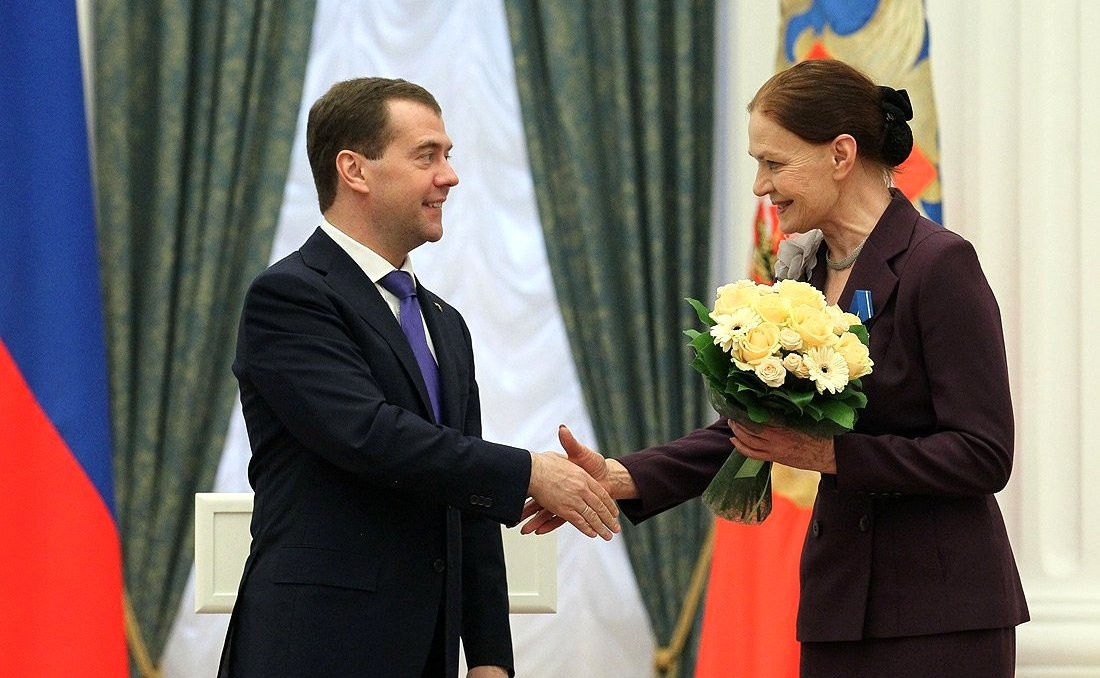
Dmitri Medvédev en la ceremonia de los premios nacionales. Medalla de honor otorgada a la artista del Teatro del Ejército Ruso Liudmila Alekséyevna Chursiná, 2012.

## Filmografía (parcial)
- Cuando los árboles eran grandes (Kogda derevya byli bolshimi), de Lev Kulidzhanov (1961)
- El año más largo (God kak zhizn), de Grigori Roshal (1966)
- La nebulosa de Andrómeda (Tumannost Andromedy), de Yevgeni Sherstobitov (1967)
- Virineya, de Vladimir Fetin (1968)
- Zhuravushka, de Nikolai Moskalenko (1968)
- Adiutant ego prevoskhoditelstva, de Yevgeny Tashkov (1969)
- Goya – oder der arge Weg der Erkenntnis, de Konrad Wolf (1971)
- Olesya, de Boris Ivchenko (1971)
- Skaz pro to, kak tsar Piotr arapa jenil, de Alexander Mitta (1976)
- Rus iznachalnaya, de Gennadi Vasilyev (1985)

## Posición política
El 11 de marzo de 2014, apoyó la adhesión de Crimea a Rusia mediante la firma de una petición colectiva al público ruso «Figuras de la cultura de Rusia - apoyo de la posición del presidente Putin sobre Ucrania y Crimea».

## Premios y distinciones
Festival Internacional de Cine de San Sebastián
| Año  | Categoría                         | Película    | Resultado |
| ---- | --------------------------------- | ----------- | --------- |
| 1969 | Concha de Plata a la mejor actriz | Zhuravushka | Ganadora  |